# Psittacanthus linearis
Psittacanthus linearis là một loài thực vật có hoa trong họ Loranthaceae. Loài này được (Killip) J.F. Macbr. miêu tả khoa học đầu tiên năm 1937.